# Водени свет
Водени свет (енгл. Waterworld) је амерички научнофантастични филм Кевина Рејнолдса из 1995. године. Сценарио за филм су написали Питер Рејдер и Дејвид Туи, а главну улогу игра Кевин Костнер, који је и продуцент филма.

## Радња
У далекој будућности, услед загревања, поларни лед се отопио, готово цела Земља је прекривена водом, иако постоје легенде да је негде постојао комад земље погодан за живот, али до сада нико није успео да га пронађе. Протагониста филма, звани Морнар (Кевин Костнер), путује на свом тримарану. Упознаје разне људе - мењаче новца, трговце катраном, рибом итд. Сви становници Воденог света плаше се подмуклих разбојника "пушача", који су добили надимак због тога што путују моторним превозом и због сталног пушења цигарета. Они траже земљу и не заустављају се ни пред чим у потрази за њом. Они пљачкају обичне морнаре који сурфују океаном у потрази за робом и храном. Најцењеније у воденом свету је земљиште (прашина), копнене биљке и слатка вода.
Морнар плови на атол („угледну“ колонију усред океана) да прода земљу добијену роњењем, али га погрешно сматрају шпијуном за пушаче, када га приведу, пронађу му шкрге и осуде га. као мутант утапања у извесну лову каше, где се лешеви бацају „на прераду“. Међутим, егзекуција не успева - атол јуришају „пушачи”, у општем метежу протагониста бежи, не без помоћи локалних становника - девојчице Хелен и девојчице Еноле. Хелен рачуна да ће их Морнар одвести на копно - уосталом, он је однекуд донео земљу да би је продао. Шеф пушача, пастор Дикон, сазнаје да Енола има истетовиране координате земље на леђима. Два покушаја „пушача” да ухвате Морнара уз помоћ хидроавиона и заседе у близини села сметлара пропадају. Сазнавши шта је разлог за пажњу пушача према њему и његовим пратиоцима, Морнар зарони са Јеленом под воду у ронилачком звону да јој покаже одакле је заправо узео земљу и тиме распрши њену веру у копно. Испод је поплављени град. Устајући, јунаци откривају да су Ђаконови људи заузели тримаран. Морнар и Јелена беже под воду, ђакон одводи Енолу и спаљује тримаран.
Хеленин пријатељ са атола, „научник” Грегор, проналази Морнара и њу и одводи их на место окупљања избеглица са атола. Нико не зна како да дешифрује Енолину тетоважу. Морнар указује да су се полови планете променили и даје исправно тумачење ове карте. Он сам запали базу пушача (супертанкер „Ексон Валдез” са резервама нафте) и ослободи Енолу. Избеглице проналазе суву земљу и сазнају да је ова земља врх Евереста. Такође проналазе кућу у којој се налазе два скелета, прибор за тетовирање и цртежи слични Енолиним. Девојка препознаје свој дом. Избеглице са атола насељавају се у обећану земљу, али Морнар, иако се већ везао за Хелену и Енолу, не може да остане на копну: узима један од чамаца и поново испловљава на пучину.

## Улоге
| Глумац         | Улога              |
| -------------- | ------------------ |
| Кевин Костнер  | Морнар             |
| Денис Хопер    | Ђакон              |
| Џин Триплхорн  | Хелен              |
| Тина Мејџорино | Енола              |
| Мајкл Џитер    | Стари Грегор       |
| Џерард Марфи   | Нордијац           |
| Р. Д. Кол      | силеџија на Атолу  |
| Џек Блек       | пилот „пушача”     |
| Ким Коутс      | луталица           |
| Роберт Џој     | књиговођа „пушача” |